# تينسوكيا
تينسوكيا رمزها «TI» (بالإنجليزية: Tinsukia)‏ ، هو تقسيم إداري لدولة الهند تتبع ولاية أسام (بالإنجليزية: Assam)‏ ، مركزها هو مدينة تينسوكيا (بالإنجليزية: Tinsukia)‏ عدد سكانها حسب تعداد سنة 2001 هو 1,150,146 ، مساحتها 3,790 كم² وكثافة السكان 303 لكل كم² .

## أعلام
- سافيتري جندال